# Pic de Marioules
Le pic de Marioules est un sommet des Pyrénées, situé sur la frontière franco-espagnole entre les Hautes-Pyrénées, en région Occitanie, et la province de Huesca dans la communauté d'Aragon, qui culmine à 2 561 ou 2 563 mètres d'altitude dans le massif de la Munia.

## Géographie
Il est situé entre le département des Hautes-Pyrénées en vallée d'Aure entre le vallon de Saux sur la commune d'Aragnouet et la vallée de Bielsa en Espagne.

### Topographie
Il est situé à l'est du pic de l'Aiguillette, à l'ouest du port de Bielsa et à l'extrémité est de la crête de Port-Vieux.

### Hydrographie
Le sommet délimite la ligne de partage des eaux entre le bassin de la Garonne côté nord, qui se déverse dans l'Atlantique, et le bassin de l'Èbre, qui coule vers la Méditerranée côté sud.

## Voies d'accès
Côté français par le versant est on peut y accéder depuis le parking du tunnel Aragnouet-Bielsa, par le sentier le long du ruisseau Riou Nère par le port de Bielsa.
Côté espagnol, le pic donne accès à la sierra Pelada et le rio Barrosa dans la vallée de Bielsa où l'on peut rejoindre Aínsa-Sobrarbe.

## Protection environnementale
Le pic fait partie d'une zone naturelle protégée, classée ZNIEFF de type 1 : haute vallée d'Aure en rive droite, de Barroude au col d'Azet.